# Sant Miquel de Peramola Vell
Sant Miquel de Peramola Vell és un monument del municipi de Peramola (Alt Urgell) protegit com a bé cultural d'interès local.

## Descripció
Sant Miquel de Peramola vell és una església d'una sola nau, coberta amb volta de canó, de perfil semicircular i capçada a llevant per un absis semicircular, obert directament a la nau.
A la façana de ponent hi ha la porta, de mig punt adovellat amb dues finestres a banda i banda. Aquesta és coronada per un carreu en què hi ha gravat un crismó. A la façana sud hi ha una finestra d'una sola esqueixada i mentre que a l'absis és de doble esqueixada. L'absis presenta un fris d'arcuacions llombardes i lesenes. La mateixa decoració és present a la façana de ponent. La coberta és a doble vessant i feta de llosa. Culmina l'edifici un campanar d'espadanya.
La desproporció entre l'absis i la nau -aquesta és molt curta- fa pensar que és d'una època posterior.
Al cementiri hi ha dues esteles discoïdals decorades amb creus gregues.

## Història
De l'església de Sant Miquel de Peramola vell no hi ha notícies d'època medieval. En la visita pastoral de 1575 es parla del mal estat de les cobertes. En aquest moment encara era parròquia Sant Miquel de Peramola vell, que quedà com a capella del cementiri. Al segle xviii la nova església de Sant Miquel, situada al centre del poble, passà a ser la parròquia.